# SN 2007tw
SN 2007tw – supernowa typu Ia odkryta 5 listopada 2007 roku w galaktyce A020532-0502. Jej jasność pozostaje nieznana.